# لوسي كار
لوسي كار (بالإنجليزية: Lucy Carr)‏ هي مغنية بريطانية، ولدت في 1976.

## وصلات خارجية
- لوسي كار على موقع ميوزك برينز (الإنجليزية)
- لوسي كار على موقع ديسكوغز (الإنجليزية)